# Ivan Illarionovič Voroncov
Conte Ivan Illarionovič Voroncov, in russo Иван Илларионович Воронцов? (1719 – 1786), è stato un nobile e politico russo.

## Biografia
Era il figlio minore di Illarion Gavrilovič Voroncov (1674-1750), e di sua moglie, Anna Grigor'evna Maslova (1680-1740).
Nel novembre 1741 il fratello Michail partecipò ad un colpo di stato a favore di Pietro.
Nel 1753, venne promosso a capitano del reggimento Preobraženskij. Due anni dopo, divenne Gentiluomo di Camera del granduca Pëtr Fëdorovič. Nel 1760, fu elevato, su richiesta dell'imperatrice, al titolo di conte. Con l'ascesa al trono, Pietro III, egli venne promosso al grado di tenente generale, carica che ricoprì fino all'ascesa di Caterina II.

## Matrimonio

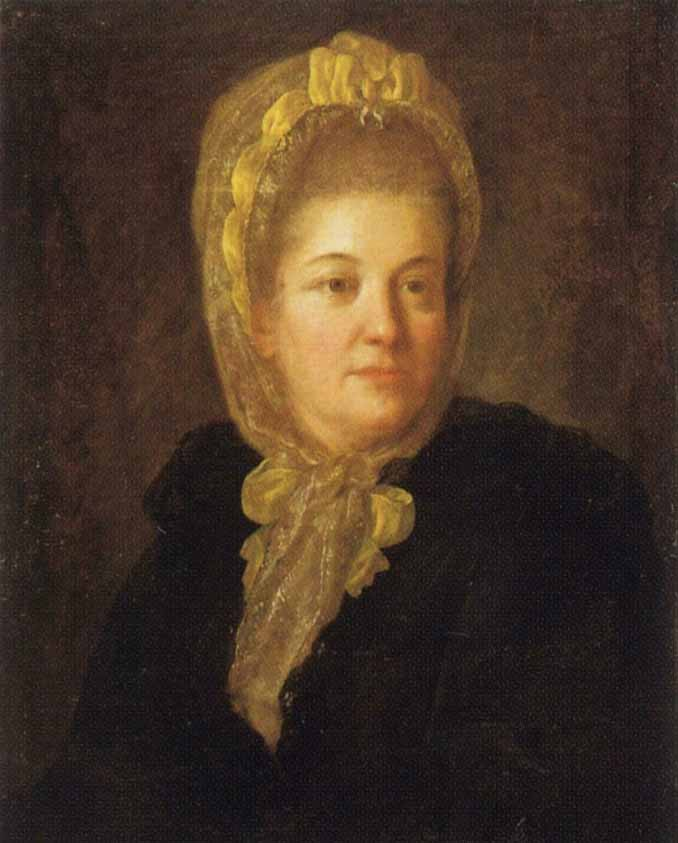
Ritratto di Marija Artem'evna Volinskaja, Fëdor Stepanovič Rokotov, 1760.

Nel 1745 sposò Marija Artem'evna Volinskaja (19 marzo 1725-17 novembre 1792), figlia di Artëm Petrovič Volinskij. Questo matrimonio portò una notevole dote e una stretta parentela con la famiglia reale. Ebbero cinque figli:
- Artëm Ivanovič (1748-1813), sposò Praskov'ja Fëdorovna Kvašnin-Samarina, ebbero quattro figlie;
- Anna Ivanovna (12 ottobre 1750-5 maggio 1807), sposò il generale Vasilij Naryškin, ebbero quattro figli;
- Evdokija Ivanovna (27 febbraio 1755-1824);
- Illarion Ivanovič (9 settembre 1760-30 marzo 1790), sposò Irina Ivanovna Izmajlova, ebbero un figlio, Ivan;
- Julijana Ivanovna (1767).

## Morte
Morì nel 1786 e fu sepolto nella sua tenuta di campagna.